# 신가이촌
신가이촌(新貝村)은 니가타현 니시칸바라군에 설치되었던 촌이다.

## 연혁
- 1901년 11월 1일 - 니시칸바라군 가미사카이와촌, 시카사카이와촌, 신도오리촌(일부)과 합병해 사카이와촌이 되어 소멸하였다.